# ميل مي-40
كانت ميل مي-40 نسخة مطورة عن ميل مي-28، شُرع العمل فيها عام 1983م، ثم أُعلن عنها في 1992م وتم إظهارها في عرض طيران في موسكو.